# 1563 en santé et médecine

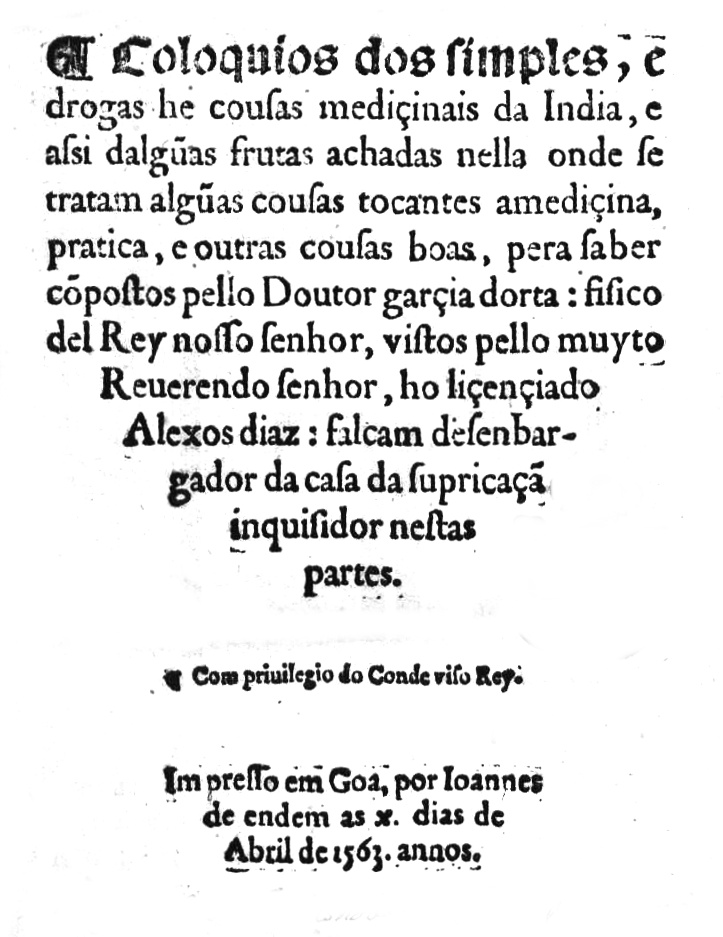
Garcia de Orta Colóquios dos simples

| Années de la santé et de la médecine : 1560 - 1561 - 1562 - 1563 - 1564 - 1565 - 1566    |
| Décennies de la santé et de la médecine : 1530 - 1540 - 1550 - 1560 - 1570 - 1580 - 1590 |

## Événement
- Juin-octobre : lors d'une épidémie de peste bubonique, à Londres, « on estime que la ville et sa banlieue perdent entre un tiers et un quart de leurs quatre-vingt mille habitants[1] ».

## Publications
- Garcia de Orta (1499 ou 1501 – 1568) fait paraître à Goa, chez Joannes de Endem[2],[3], ses Colóquios dos simples da India (« Colloques des simples de l'Inde »), « premier ouvrage européen sur la médecine indienne[4] ».
- Bartolomeo Eustachi (c.1510-1574), médecin et anatomiste italien, publie son Libellus de dentibus[5].
- Jean Wier (1515-1588), médecin brabançon, publie le De praestigiis daemonum, ouvrage où, s'opposant au Marteau des sorcières, l'auteur soutient que les apparitions démoniaques sont des illusions provoquées par une dérèglement de la bile noire[6].

## Naissances
- 9 juin : Caspar Schwenckfeld (mort en 1609), médecin et naturaliste originaire de Silésie[7].
- Louise Bourgeois (morte en 1636), sage-femme connue pour avoir accouché la reine Marie de Médicis[8],[9].
- Juan de Cárdenas (es) (mort en 1609), médecin et scientifique espagnol, établi à Guadalajara, au Mexique, à partir de 1577, auteur en 1591 de l'ouvrage intitulé Primera parte de los problemas y secretos maravillosos de las Indias  (« Les Merveilleux Problèmes et Secrets des Indes, première partie[10] »).
- Charles Le Pois[11] (mort en 1633), médecin lorrain, premier à attribuer une origine cérébrale aux troubles hystériques[12].

## Décès
- 21 août : Victor Trincavella (né vers 1496), médecin et philosophe vénitien, reçu docteur en médecine à Padoue, établi à Venise[13].
- Michel Servet (né en 1511 (ou 1509)), médecin et théologien d'origine aragonaise, un des premiers à décrire la circulation pulmonaire[14].